# Goethe-Institut Warschau

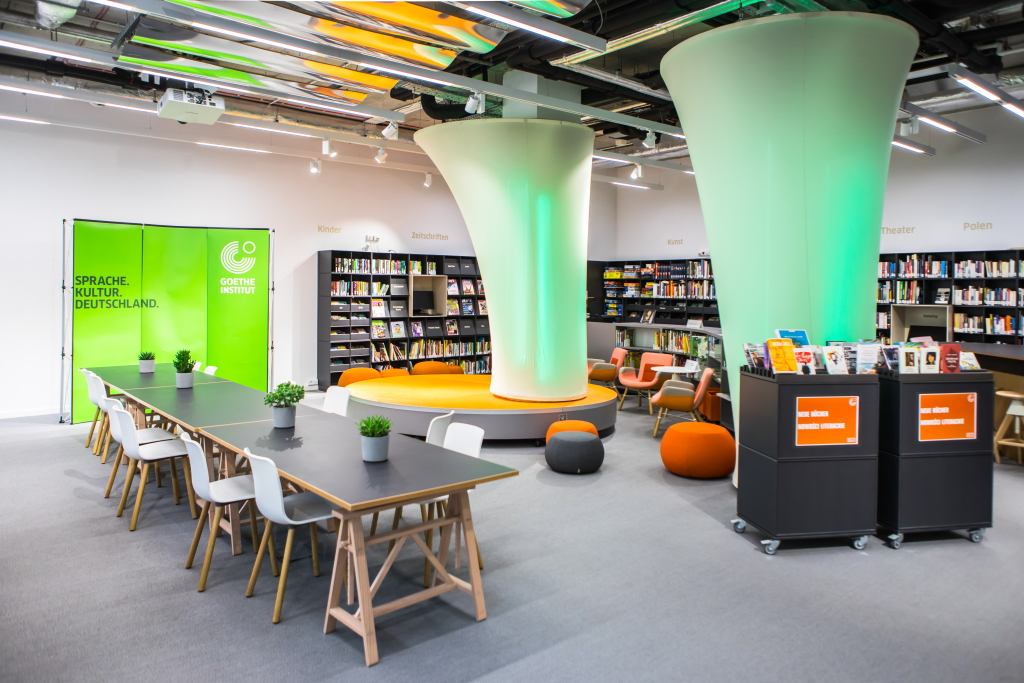
Bibliothek des Goethe-Instituts

Das Goethe-Institut Warschau, polnisch Goethe-Institut w Warszawie (gegründet 1990), ist eine Einrichtung der Bundesrepublik Deutschland. Als „Mittlerorganisation“ der deutschen Auswärtigen Kultur- und Bildungspolitik wird es überwiegend aus Mitteln des Auswärtigen Amtes finanziert. Das Goethe-Institut Warschau ist eines von zwei Goethe-Instituten in Polen und Teil des weltweiten Netzwerks des Goethe-Instituts e. V. mit Sitz in München. Es engagiert sich für die Förderung der deutschen Sprache, die Pflege der internationalen kulturellen Zusammenarbeit und die Vermittlung eines umfassenden und aktuellen Deutschlandbildes.
Das Goethe-Institut Warschau befindet sich in der Chmielna 13 A in der Warschauer Innenstadt.

## Tätigkeit
Das Goethe-Institut Warschau ist insbesondere in den nördlichen Landesteilen tätig, während die Arbeit im polnischen Süden in der Zuständigkeit des Goethe-Instituts Krakau liegt. Gemeinsam mit polnischen Partnern konzipiert und organisiert das Institut Projekte in den Feldern Bildung und Kultur. Sein Angebot umfasst Workshops und Seminare für Lehrer im Bereich Deutsch als Fremdsprache sowie ein breites Sprachkurs- und Prüfungsprogramm.
Die Bibliothek des Goethe-Instituts vermittelt Informationen zu aktuellen Aspekten des kulturellen, gesellschaftlichen und politischen Lebens in Deutschland. Sie bietet Buch- und Medienbestände für alle, die sich für Deutschland interessieren oder Deutsch lernen und lehren wollen. Hinzu kommt eine aktive Präsenz im Internet und den sozialen Medien.

## Geschichte
Das Goethe-Institut Warschau wurde im Oktober 1990, unmittelbar vor der deutschen Wiedervereinigung, gegründet. Es löste das „Kulturzentrum der DDR in Polen“ ab und war zunächst in dessen ehemaligen Räumen tätig. Gründungsleiter war Dr. Stephan Nobbe. Nach kurzer Zeit übersiedelte das Goethe-Institut in den Warschauer Kulturpalast, ehe 2004 der Umzug in die gegenwärtige Unterbringung in der Chmielna erfolgte.